# Benedicte Mundele
Benedicte Mundele (República Democrática do Congo, 1993), também chamada de Benedicte Mundele Kuvuna, é uma empreendedora de alimentos frescos da República Democrática do Congo.

## Carreira
Benedicte Mundele frequentou o Elynd Institute, em Quinxassa, e o Lycée Technique et Professionnel, de Kimbondo, ingressando na Fundação Kuvuna aos 16 anos.
Ela é fundadora e gerente da Surprise Tropical, fundada em 2012, uma cantina que serve comida saudável para viagem nos subúrbios de Kinshasa.

## Reconhecimento
- 2014 - finalista do Prêmio Anzisha.[8]
- 2019 - 100 mulheres da BBC.[8]